# موعد مقرر
موعد مقرر (به انگلیسی: Due Date) فیلمی است محصول سال ۲۰۱۰ و به کارگردانی تاد فلیپس است. در این فیلم بازیگرانی همچون رابرت داونی جونیور، زک گالیفیاناکیس، میشل موناهن، جولیت لوئیس، جیمی فاکس، مت والش، روبرت فیتزگرالد دیگز، دنی مک‌براید، تاد فلیپس، میمی کندی، کیگان-مایکل کی، آرون لوستیگ، مارکو رودریگز، برودی استیونز، چارلی شین و جان کرایر ایفای نقش کرده‌اند.

## داستان
«پیتر هایمن» قرار است تا چند روز دیگر پدر شود و برای همین تصمیم دارد سر وقت خود را نزد همسرش برساند. اما پیتر در یک سفر جاده ای به ناچار همراه مردی به نام «ایتان تِرمبلِی» می‌شود. ایتان مردی عجیب و غریب و بلند پرواز است که مشتاق بازیگری است و…